# Kanton Laval-Saint-Nicolas
Der Kanton Laval-Saint-Nicolas war von 1982 bis 2015 ein französischer Kanton im Arrondissement Laval, im Département Mayenne und in der Region Pays de la Loire.

## Geografie
Der Kanton lag im Zentrum des Départements Mayenne. Er grenzte im Westen und Süden an den Kanton Laval-Est und im Osten an den Kanton Argentré.

## Gemeinden
Der Kanton bestand aus einigen östlichen Stadtvierteln der Stadt Laval, insbesondere Saint-Nicolas. 

## Geschichte
Das Gebiet gehörte 1793–1801 zum Kanton Laval. Dieser wurde 1801 in die Kantone Laval-Ouest und Laval-Est geteilt. 1973 trennte die französische Regierung das Stadtgebiet noch weiter auf und der neue Kanton Laval-Nord-Est spaltete sich von Laval-Est ab. Eine weitere Gebietsreform führte 1982 zur Abspaltung von Laval-Saint-Nicolas von Laval-Est.